# 高建 (北朝)
高建（500年—555年4月13日），字興國，勃海修（今河北省景县）人。北齊神武帝高歡的「再從弟」，曾任滄州刺史。天保六年三月七日薨于晉陽，時年五十六歲。十月十四日（555年11月13日）葬於鄴城之西北十里漳水之陽。妻王氏志勒，死於武平四年，「湜葬於鄴城西北之舊塋」。